# Expedición 30
La Expedición 30 fue la 30.ª estancia de larga duración en la Estación Espacial Internacional.

## Tripulación
| Posición             | Primera parte (noviembre de 2011 a diciembre de 2011) | Segunda parte (diciembre de 2011 a abril de 2012)   |
| -------------------- | ----------------------------------------------------- | --------------------------------------------------- |
| Comandante           | Dan Burbank, NASA Tercer vuelo espacial               | Dan Burbank, NASA Tercer vuelo espacial             |
| Ingeniero de vuelo 1 | Antón Shkaplerov, RSA Primer vuelo espacial           | Antón Shkaplerov, RSA Primer vuelo espacial         |
| Ingeniero de vuelo 2 | Anatoli Ivanishin, RSA Primer vuelo espacial          | Anatoli Ivanishin, RSA Primer vuelo espacial        |
| Ingeniero de vuelo 3 |                                                       | Oleg Kononenko, RSA Segundo vuelo espacial          |
| Ingeniero de vuelo 4 |                                                       | André Kuipers, ESA (P.Bajos) Segundo vuelo espacial |
| Ingeniero de vuelo 5 |                                                       | Don Pettit, NASA Tercer vuelo espacial              |

FuenteNASA